# Ben Challenger
Ben Challenger (né le 7 mars 1978 à Loughborough) est un athlète britannique spécialiste du saut en hauteur.

## Palmarès
| Date | Compétition                    | Lieu              | Résultat | Marque |
| ---- | ------------------------------ | ----------------- | -------- | ------ |
| 1996 | Championnats du monde juniors  | Sydney            | 2e       | 2,21 m |
| 1997 | Championnats d'Europe juniors  | Ljubljana         | 2e       | 2,20 m |
| 1998 | Jeux du Commonwealth           | Kuala Lumpur      | 2e       | 2,28 m |
| 1999 | Universiade                    | Palma de Majorque | 1er      | 2,30 m |
| 1999 | Championnats d'Europe espoirs  | Göteborg          | 1er      | 2,30 m |
| 2002 | Jeux du Commonwealth           | Manchester        | 3e       | 2,25 m |
| 2005 | Championnats d'Europe en salle | Madrid            | qual.    | 2,27 m |
| 2005 | Championnats du monde          | Helsinki          | qual.    | 2,24 m |

## Records
| Épreuve         | Performance | Lieu                       | Date                            |
| --------------- | ----------- | -------------------------- | ------------------------------- |
| Saut en hauteur | 2,30 m      | Palma de Majorque Göteborg | 13 juillet 1999 31 juillet 1999 |

| Épreuve         | Performance | Lieu                   | Date                                       |
| --------------- | ----------- | ---------------------- | ------------------------------------------ |
| Saut en hauteur | 2,27 m      | Birmingham Brno Madrid | 7 février 1998 22 février 2005 5 mars 2005 |